# Eun Yee You
Eun Yee You (* 20. Jahrhundert in Südkorea) ist eine südkoreanische Opernsängerin (Sopran).

## Leben

### Studium
Sie begann ihr Gesangsstudium an der Yonsei-Universität in Seoul. Ihre Gesangsstudien setzte sie dann in Europa an der Accademia di Canto „Tito Gobbi“ in Pavia (Italien), am Conservatorio „Giuseppe Verdi“ in Mailand und am Conservatoire de Genève fort.

### Erste Rollen
Ab 1999 war sie Mitglied des Internationalen Opernstudios Zürich. Während dieser Zeit wurde sie als Elevin am Opernhaus Zürich bereits in einigen kleineren Rollen eingesetzt. In Zürich sang sie die Frasquita in Carmen, das Sandmännchen in Hänsel und Gretel und die Papagena in Die Zauberflöte.

### Koloratursopran in Leipzig
Seit der Spielzeit 2001/02 ist sie festes Ensemblemitglied der Oper Leipzig. Hier erarbeitete sie sich die großen Partien im Bereich des Koloratursoprans und der Koloratursoubrette.
Zu ihren wichtigsten Partien in Leipzig gehörten zunächst: Gilda in Rigoletto in der Saison 2002/03, Lady Harriet in Martha und Giulietta in I Capuleti e i Montecchi in der Saison 2003/04, Amina in La sonnambula in der Saison 2004/05, Oscar in Un ballo in maschera und Sophie in Der Rosenkavalier in der Saison 2005/06 und Adina in L’elisir d’amore in der Saison 2006/07.
Das von Uwe Scholz choreografierte Ballett nach Wolfgang Amadeus Mozarts Großer Messe, in dem sie als Solistin zu hören ist, war im Rahmen des Mozartjahres als Live-Übertragung in 11 Ländern zu sehen.
Gastengagements führten Eun Yee You 2005/06 u. a. als Gilda an das Theater Basel und als Sophie an die Finnische Nationaloper in Helsinki. Am Théâtre du Châtelet in Paris übernahm sie den Waldvogel in Siegfried, an der Deutschen Oper Berlin die Titelpartie in La sonnambula. Außerdem sang sie in Il trittico am Théâtre du Capitole in Toulouse.
In der Spielzeit 2008/09 sang sie in Leipzig erstmals die Rolle der Pamina in Die Zauberflöte und nahm damit eine vorsichtige Facherweiterung hin zum lyrischen Sopran vor.

## Aufnahmen
- Great Mass: A Ballet By Uwe Scholz (Sub Ac3 Dol), Gewandhausorchester Leipzig, Euroarts, 2005
- Verdi: Un Ballo In Maschera / Pisapia, Vassallo, Chailly, Gewandhausorchester Leipzig, Euroarts, 2006